# 彼得拉斯托尔尼纳
彼得拉斯托尔尼纳（義大利語：Pietrastornina）是意大利阿韦利诺省的一个市镇。总面积15平方公里，人口1573人，人口密度104.9人/平方公里（2009年）。ISTAT代码为064073。